# Siergiej Dawidis
Siergiej Konstantinowicz Dawidis (Сергей Константинович Давидис trb. Siergiej Konstantinowicz Dawidis trl. Sergej Konstantinovič Davidis, ur. 29 stycznia 1969 r.) – rosyjski prawnik, socjolog, specjalista w dziedzinie organizacji procesu wyborczego, działacz na rzecz praw człowieka.

## Rodzina i wykształcenie
Urodził się w rodzinie inżynierów. W 1986 r. ukończył szkołę w rejonie Szczukino (Północno-zachodni okręg administracyjny Moskwy). Następnie, między 1987 i 1989 r. odbył służbę wojskową na Kaukazie Północnym. W 1995 r. ukończył studia na Wydziale Socjologii Moskiewskiego Uniwersytetu Państwowego im. M.W. Łomonosowa. W 2008 r. ukończył studia prawnicze na Moskiewskim Państwowym Uniwersytecie Prawa, na specjalizacji Komunikacja Publiczna i Organizacja Kampanii Wyborczych.

## Początki działalności publicznej
Na przełomie lat 80. i 90. był aktywnym uczestnikiem ruchu prodemokratycznego w Moskwie – w latach 1989–1994 był członkiem redakcji socjaldemokratycznej gazety podziemnej „Nowe życie”. W 1990 r. dołączył do partii Unia Demokratyczna, zakładanej przez między innymi Garri Kasparowa, jednak nie był jej aktywnym członkiem. W tym samym roku, razem z Glebem Cherkasowem, Anną Karetnikową i Stanisławem Duknewiczem utworzył komitetu Partii Solidarności Młodzieży „Echo”. Był także członkiem klubu studentów moskiewskich (Московский Студенческий Клуб), który w tamtym okresie aktywnie uczestniczył w życiu politycznym, prowadząc m.in. demonstracje na rzecz zniesienia obowiązku nauczania o marksizmie-leninizmie czy likwidacji KGB.
W kolejnych latach wyłączył się z życia publicznego, rozwijając firmę consultingową.
Na początku 2000 roku, w związku z dojściem do władzy Władimira Putina, wrócił do działalności publicznej. Począwszy od 2003 r. współtworzył ruch antywojenny (Антивоенный клуб). W 2003 r. podczas wyborów parlamentarnych w związku z działaniami opozycyjnymi Dawidis został aresztowany za przeszkadzanie wyborom – miesiąc przebywał w areszcie. W 2006 r. na konferencji powołującej do życia Rosyjski Front Anty-Faszystowski (RAF, współtworzony przez Ludmiłę Aleksiejewą) został wybrany członkiem rady koordynacyjnej RAF.
Z racji dojmującej porażki wybory parlamentarne (2007 r.) i prezydenckie (2008 r.) były trudnym doświadczeniem dla opozycji. Zaczęto aktywnie poszukiwać płaszczyzn porozumienia i współpracy. W 2008 r. Dawidis był jednym z założycieli Unii Solidarności z Więźniami Politycznymi – Союза солидарности с политзаключенными (ССП), a następnie został jednym z jej delegatów na Narodowe Zgromadzenie Federacji Rosyjskiej – wspólnotę zrzeszającą organizacje i partie opozycyjne, które dążyły do przywrócenia w Rosji ustroju demokratycznego. Dołączył także do Stowarzyszenia Memoriał.
W grudniu 2008 r. uczestniczył w kongresie założycielskim ruchu Solidarnost', gdzie powołano go na członka biura organizacji. W 2009 r. został członkiem rady politycznej moskiewskiego oddziału.

## Aktywność w ramach Memoriału
W 2009 r. był jednym z przedstawicieli Memoriału podczas procesu Oleg Orłow vs. Ramzan Kadyrow. Kadyrow wniósł sprawę przeciwko Orłowi w związku z wypowiedzią tego drugiego, wskazującą Kadyrowa jako winnego zabójstwa Natalji Estemirowej, działaczki Memoriału, nauczycielki, dziennikarki.
W 2010 roku Dawidis stworzył Program Wsparcia Więźniów Politycznych w ramach Memoriału, którego kierownikiem jest do dziś. Zasiada również w zarządzie organizacji.
Był jednym z organizatorów protestów z lat 2011–2013, określanych mianem „Śnieżnej Rewolucji” – szeregu protestów i marszy przeciwko fałszerstwom wyborczym. W wyborach, jakie odbyły się 4 grudnia 2011 roku, partia Jedna Rosja zdobyła 49,32% głosów. Jednocześnie odnotowano 1100 zgłoszeń pogwałcenia praw wyborczych, natomiast Centralna Komisja Wyborcza Federacji Rosyjskiej uznała większość z nich za niepotwierdzone. Kilka dni później Dawidis razem z Romanem Dobrochotowem, Denisem Bołunowem, Konstantinem Jankauskasem i Natalją Pielewiną powołali do życia Partię 5-go grudnia.
W związku z masowym charakterem protestów rewolucyjnych w październiku 2012 r. powołano Radę koordynacyjną ruchu opozycyjnego, której zadaniem była koordynacja działań ugrupowań sprzeciwiających się władzy na Kremlu. W wyborach na 45 reprezentantów zasiadających w Radzie zagłosowało 70tys ludzi. W skład Rady weszły zarówno osoby niebędące wówczas politykami (Aleksiej Nawalny, Garri Kasparow, Boris Niemcow, Władimir Kara-Murza), jak i politycy. Dawidis reprezentował skrzydło liberalne, a w 2013 r. wybrano go na przewodniczącego Rady.
W 2014 r., po Aneksji Krymu przez Rosję i rozpoczęciu działań zbrojnych, Dawidis współorganizował antywojenne marsze pokoju w Moskwie. W 2015 r. był jednym z uczestników forum opozycji demokratycznej, podczas której zaprezentowano plan ugrupowań opozycyjnych na wybory mające odbyć się w 2016 r. oraz wskazano Michaiła Kasjanowa jako opozycyjną „jedynkę”. W 2016 roku był organizatorem moskiewskiego marszu antywojennego, związanego z zaangażowaniem sił zbrojnych Rosji w konflikt w Syrii. Władze miasta nie wydały zgody na odbycie się marszu w proponowanym miejscu, wbrew przepisom nie wskazując innej lokalizacji. Decyzja ta została w 2018 r. uznana za niezgodną z prawem przez Sąd Najwyższy.
W 2019 roku został stypendystą programu im. Galiny Starowojtowej w Międzynarodowym Centrum Uczonych im. Woodrowa Wilsona, zajmującego się prawami człowieka i rozwiązywaniem konfliktów.
W 2020 r. władze Rosji zaostrzyły przepisy z 2015 r., związane z udziałem w protestach (akceptowane dotąd jednoosobowe pikiety stały się podstawą do aresztowania), działalnością „zagranicznych agentów” oraz „organizacji niepożądanych” – Memoriał posiadał taki status od 2014 r. i presja wywierana na organizację i jej pracowników, w tym Dawidisa, rosła. W krótkim czasie, w marcu 2021 r. biura organizacji Memoriał zostały przeszukane przez policję w związku z aresztowaniem jednego z pracowników, Bachromowa Chamrojewa za „usprawiedliwianie terrorymu”. Niedługo po tych wydarzeniach, w kwietniu 2021 r., Dawidis udostępnił post w serwisie X (dawniej Twitter) zapraszający na marsz poparcia dla Aleksieja Nawalnego. Tydzień później, wchodząc do budynku w którym mieszkał, został aresztowany przez moskiewską policję i przewieziony na komisariat Szczukino, gdzie przetrzymywano go bez decyzji sądu przez dwa dni. Po dwóch dniach sąd skazał go na 10 dni więzienia za „organizowanie wydarzenia publicznego bez dokonania zgłoszenia”. Do jego uwolnienia wzywały organizacje działające na rzecz praw człowieka (Międzynarodowa Federacja Praw Człowieka, Komitet przeciwko Torturom, Obrońcy Pierwszej Linii i inne). Tego samego roku, 28 grudnia 2021 r., rosyjski Sąd Najwyższy nakazał zamknięcie Międzynarodowego Stowarzyszenia Memoriał i jego regionalnych oddziałów za naruszenie ustawy o obcych agentach. Następnego dnia Sąd Miejski w Moskwie zamknął Centrum Praw Człowieka Memoriał.
Mimo tych doświadczeń w marcu 2022 r. Dawidis zgłosił się na świadka obrony w procesie Nawalnego. Kilka dni po rozprawie, w związku z zagrożeniem oraz z niemożnością wspierania więźniów politycznych z terenu Rosji, zdecydował o wyjeździe z kraju wraz z żoną, nastoletnią córką i rodzinnym psem.

## Działalność na emigracji
Obecnie Dawidis mieszka na Litwie, skąd kontynuuje działania pomocowe. Występuje na zgromadzeniach międzynarodowych organizowanych przez Europejską Partię Ludową, PEN America, European Human Rights Dialogue. Wraz z zespołem monitoruje ilość więźniów politycznych w Rosji, prowadzi rejestr wg opracowanych przez Stowarzyszenie Memoriał kryteriów.
Davidis nagłaśnia sytuację więźniów politycznych w Rosji: z portalem BBC News rozmawiał o uwięzionych naukowcach.

### Życie prywatne
Dawidis jest żonaty (żona Tatiana), ma córkę Maszę.